# ديازيريدين
ديازيريدين هو مركب عضوي حلقي نتروجيني له الصيغة الكيميائية CH4N2، ويتألف المركب بنيوياً من حلقة ثلاثية حاوية على ذرتي نتروجين، بشكل مناظر لمركبات ديازيرين ولكن بشكل مشبع.

## التحضير
يحضر مركب الديازيريدين ومشتقاته من معالجة مركب الكربونيل الموافق بالأمونياك أو بالأمين الأليفاتي الموافق أو كاشف هيدروكسيلامين أورثو حمض السلفونيك (HOSA) تحت شروط قاعدية ضعيفة.
يتم في الخطوة الأخيرة من تفاعل التحضير إجراء تفاعل تحلّق داخل الجزيء لمجموعة الأمينال.

## الخواص
تعد مركبات الديازيريدين من المركبات النشيطة كيميائياً بسبب إجهاد الحلقة.

## اقرا أيضاً
- أزيرين
- أزيريدين
- ديازيرين
- أكسازيريدين